# B-Junioren-Bundesliga 2011/12
Die B-Junioren-Bundesliga 2011/12 war die fünfte Spielzeit der B-Junioren-Bundesliga.
Sie wurde wie schon in den vorhergehenden vier Spielzeiten in den Staffeln Nord/Nordost, Süd/Südwest und West ausgetragen. Am Saisonende spielten die drei Staffelsieger sowie der Vizemeister der Staffel Süd/Südwest um die deutsche B-Jugend-Meisterschaft. Das Halbfinale wurde in Hin- und Rückspiel, das Finale in einem Spiel ausgetragen. Die drei letztplatzierten Mannschaften der drei Staffeln stiegen in die untergeordneten Ligen ab.
Als amtierender deutscher Meister ging der 1. FC Köln in die Saison.
Deutscher B-Juniorenmeister wurde Hertha BSC mit einem 2:0 im Finale gegen den VfB Stuttgart.

## Staffel Nord/Nordost
Als Meister der B-Jugend-Regionalligen Nord und Nordost der Vorsaison nehmen Holstein Kiel und RB Leipzig als direkte Aufsteiger an der B-Junioren-Bundesliga teil. Die Vizemeister beider Regionalligen, der VfB Lübeck und Hertha Zehlendorf, spielten in einer Relegation den dritten Aufsteiger aus, wobei schließlich Zehlendorf die B-Junioren-Bundesliga erreichte.
| Pl. | Verein                   | Sp. | S  | U | N  | Tore    | Diff. | Punkte |
| --- | ------------------------ | --- | -- | - | -- | ------- | ----- | ------ |
| 1.  | Hertha BSC               | 26  | 19 | 4 | 3  | 071:230 | +48   | 61     |
| 2.  | VfL Wolfsburg            | 26  | 18 | 3 | 5  | 079:270 | +52   | 57     |
| 3.  | Hannover 96              | 26  | 18 | 1 | 7  | 073:400 | +33   | 55     |
| 4.  | SV Werder Bremen (S)     | 26  | 15 | 3 | 8  | 066:380 | +28   | 48     |
| 5.  | Hamburger SV             | 26  | 12 | 6 | 8  | 038:410 | −3    | 42     |
| 6.  | SG Dynamo Dresden        | 26  | 12 | 4 | 10 | 052:500 | +2    | 40     |
| 7.  | Holstein Kiel (N)        | 26  | 11 | 5 | 10 | 044:450 | −1    | 38     |
| 8.  | FC Energie Cottbus       | 26  | 11 | 5 | 10 | 037:380 | −1    | 38     |
| 9.  | VfL Osnabrück            | 26  | 8  | 5 | 13 | 028:390 | −11   | 29     |
| 10. | FC St. Pauli             | 26  | 6  | 8 | 12 | 026:370 | −11   | 26     |
| 11. | RB Leipzig (N)           | 26  | 6  | 7 | 13 | 020:410 | −21   | 25     |
| 12. | FC Carl Zeiss Jena       | 26  | 6  | 6 | 14 | 034:590 | −25   | 24     |
| 13. | Tennis Borussia Berlin   | 26  | 4  | 5 | 17 | 023:690 | −46   | 17     |
| 14. | Hertha 03 Zehlendorf (N) | 26  | 3  | 4 | 19 | 035:800 | −45   | 13     |

| (S) | Staffelsieger 2010/11 |
| (N) | Aufsteiger 2010/11    |

### Torschützenliste
|    |                      | Spieler           | Verein        | Tore |
| -- | -------------------- | ----------------- | ------------- | ---- |
| 1. | Deutschland          | Federico Palacios | VfL Wolfsburg | 26   |
| 2. | Deutschland          | Marcel Hilßner    | Werder Bremen | 19   |
| 3. | Turkei Deutschland   | Keskin Keskiner   | Hannover 96   | 16   |
| 3. | Deutschland          | Hany Mukhtar      | Hertha BSC    | 16   |
| 5. | Albanien Deutschland | Faton Ademi       | Hertha BSC    | 15   |

## Staffel Süd/Südwest
Als direkte Aufsteiger aus den untergeordneten Ligen gelangten die SpVgg Unterhaching aus der B-Jugend-Bayernliga und der SGV Freiberg aus der B-Jugend-Oberliga Baden-Württemberg in die B-Junioren-Bundesliga. Die Aufstiegs-Aspiranten der B-Jugend-Regionalliga Südwest und der B-Jugend-Oberliga Hessen spielten in einer Relegation den dritten Aufsteiger aus, wobei sich der hessische FSV Frankfurt gegen den Südwest-Vertreter 1. FC Saarbrücken durchsetzte.
| Pl. | Verein                 | Sp. | S  | U | N  | Tore    | Diff. | Punkte |
| --- | ---------------------- | --- | -- | - | -- | ------- | ----- | ------ |
| 1.  | 1. FC Nürnberg         | 26  | 17 | 2 | 7  | 061:310 | +30   | 53     |
| 2.  | VfB Stuttgart (S)      | 26  | 15 | 7 | 4  | 062:270 | +35   | 52     |
| 3.  | Eintracht Frankfurt    | 26  | 15 | 5 | 6  | 055:250 | +30   | 50     |
| 4.  | FC Bayern München      | 26  | 14 | 4 | 8  | 059:340 | +25   | 46     |
| 5.  | TSV 1860 München       | 26  | 13 | 7 | 6  | 053:350 | +18   | 46     |
| 6.  | 1. FSV Mainz 05        | 26  | 12 | 8 | 6  | 049:300 | +19   | 44     |
| 7.  | Karlsruher SC          | 26  | 13 | 5 | 8  | 040:290 | +11   | 44     |
| 8.  | TSG 1899 Hoffenheim    | 26  | 10 | 8 | 8  | 048:400 | +8    | 38     |
| 9.  | SC Freiburg            | 26  | 10 | 6 | 10 | 058:440 | +14   | 36     |
| 10. | FC Augsburg            | 26  | 8  | 7 | 11 | 036:410 | −5    | 31     |
| 11. | SpVgg Greuther Fürth   | 26  | 6  | 7 | 13 | 030:500 | −20   | 25     |
| 12. | SpVgg Unterhaching (N) | 26  | 5  | 7 | 14 | 041:690 | −28   | 22     |
| 13. | SGV Freiberg (N)       | 26  | 2  | 4 | 20 | 021:890 | −68   | 10     |
| 14. | FSV Frankfurt (N)      | 26  | 2  | 3 | 21 | 023:920 | −69   | 09     |

| (S) | Staffelsieger 2010/11 |
| (N) | Aufsteiger 2010/11    |

### Torschützenliste
|    |                                | Spieler          | Verein              | Tore |
| -- | ------------------------------ | ---------------- | ------------------- | ---- |
| 1. | Deutschland                    | Timo Werner      | VfB Stuttgart       | 20   |
| 2. | Deutschland                    | Luca Waldschmidt | Eintracht Frankfurt | 16   |
| 2. | Deutschland                    | Mike Ott         | TSV 1860 München    | 16   |
| 4. | Vereinigte Staaten Deutschland | Julian Green     | FC Bayern München   | 15   |
| 5. | Deutschland                    | Marc Stendera    | Eintracht Frankfurt | 14   |

## Staffel West
Aus den untergeordneten Ligen stiegen der Bonner SC als Vertreter der B-Jugend-Verbandsliga Mittelrhein, Fortuna Düsseldorf als Vertreter der B-Jugend-Verbandsliga Niederrhein und der SC Paderborn aus der B-Jugend-Verbandsliga Westfalen in die B-Junioren-Bundesliga auf.
| Pl. | Verein                   | Sp. | S  | U | N  | Tore    | Diff. | Punkte |
| --- | ------------------------ | --- | -- | - | -- | ------- | ----- | ------ |
| 1.  | 1. FC Köln (S/M)         | 26  | 18 | 5 | 3  | 068:240 | +44   | 59     |
| 2.  | FC Schalke 04            | 26  | 18 | 3 | 5  | 080:330 | +47   | 57     |
| 3.  | Borussia Dortmund        | 26  | 16 | 4 | 6  | 060:290 | +31   | 52     |
| 4.  | Borussia Mönchengladbach | 26  | 13 | 8 | 5  | 058:280 | +30   | 47     |
| 5.  | Bayer 04 Leverkusen      | 26  | 12 | 8 | 6  | 046:200 | +26   | 44     |
| 6.  | VfL Bochum               | 26  | 11 | 5 | 10 | 040:350 | +5    | 38     |
| 7.  | MSV Duisburg             | 26  | 11 | 5 | 10 | 045:440 | +1    | 38     |
| 8.  | SC Preußen Münster       | 26  | 10 | 6 | 10 | 029:430 | −14   | 36     |
| 9.  | Rot-Weiss Essen          | 26  | 8  | 5 | 13 | 042:490 | −7    | 29     |
| 10. | Fortuna Düsseldorf (N)   | 26  | 7  | 8 | 11 | 027:420 | −15   | 29     |
| 11. | Bonner SC (N)            | 26  | 6  | 6 | 14 | 021:500 | −29   | 24     |
| 12. | Arminia Bielefeld        | 26  | 7  | 3 | 16 | 027:690 | −42   | 24     |
| 13. | SC Paderborn 07 (N)      | 26  | 4  | 4 | 18 | 021:480 | −27   | 16     |
| 14. | SV Bergisch Gladbach 09  | 26  | 4  | 4 | 18 | 022:720 | −50   | 16     |

| (M) | Deutscher Meister 2010/11     |
| (S) | Staffelsieger 2010/11         |
| (N) | Aufsteiger der letzten Saison |

### Torschützenliste
|    |             | Spieler            | Verein                   | Tore |
| -- | ----------- | ------------------ | ------------------------ | ---- |
| 1. | Deutschland | Julien Rybacki     | MSV Duisburg             | 20   |
| 2. | Deutschland | Marvin Schulz      | Borussia Mönchengladbach | 18   |
| 3. | Deutschland | Said Benkarit      | Borussia Dortmund        | 17   |
| 4. | Deutschland | Donis Avdijaj      | FC Schalke 04            | 15   |
| 4. | Deutschland | David Bors         | 1. FC Köln               | 15   |
| 4. | Deutschland | Maximilian Dittgen | FC Schalke 04            | 15   |

## Endrunde um die deutsche B-Junioren-Meisterschaft 2012

### Halbfinale
|               | Gesamt          |                | Hinspiel (6.6.) | Rückspiel (10.6.) |
| ------------- | --------------- | -------------- | --------------- | ----------------- |
| 1. FC Köln    | 3:3 (2:3 i. E.) | Hertha BSC     | 1:2 (1:1)       | 2:1 (0:0)         |
| VfB Stuttgart | 4:3             | 1. FC Nürnberg | 0:2 (0:1)       | 4:1 (2:0)         |

### Finale
| Paarung        | Hertha BSC – VfB Stuttgart |
| Ergebnis       | 2:0 (1:0) |
| Datum          | 16. Juni 2012 um 14:00 Uhr |
| Stadion        | Amateurstadion, Berlin |
| Zuschauer      | 1.320 |
| Schiedsrichter | Christian Fischer (Hemer) |
| Tore           | 1:0 Faton Ademi (35.) 2:0 Vincent Rabiega (80.) |
| Hertha BSC     | Marius Gersbeck – Ben Rohloff, Anthony Syhre, Yanni Regäsel, Robin Mannsfeld – Florian Kohls, Louis Samson – Mike Owusu (51. Bilal Kamarieh), Hany Mukhtar (75. Sami Malik), Junior Ebot-Etchi – Faton Ademi (58. Vincent Rabiega) Cheftrainer: Andreas Thom                                       |
| VfB Stuttgart  | Kenan Mujezinović – Marvin Büyüksakarya, Marvin Weiss (70. Kevin Abdulai), Joshua Kimmich, Timo Baumgartl – Philipp Förster, Patrick Schwarz (80. Simon Wilske) – Max Hölzli (51. Kaan Akkaya), Francesco Lovrić – Timo Werner, Fabian Eisele (70. Burhan Soyudoğru) Cheftrainer: Thomas Schneider |
| Gelbe Karten   | keine – Joshua Kimmich |